# Poesia i veritat
Poesia i veritat (en alemany, Dichtung und Wahrheit) és una autobiografia, escrita per Johann Wolfgang von Goethe entre 1808 i 1831. L'escriptor alemany hi descriu la seva vida del 1749 fins al 1775. Segons el germanista Richard Friedenthal, aquest llibre és una de les grans novel·les alemanyes, un «llibre de casa».
La traducció al català feta per Núria Mirabet Cucala, amb el títol De la meva vida, poesia i veritat, va guanyar el Premi de traducció Vidal Alcover 2003 i el Premi Ciutat de Barcelona de Traducció 2011.

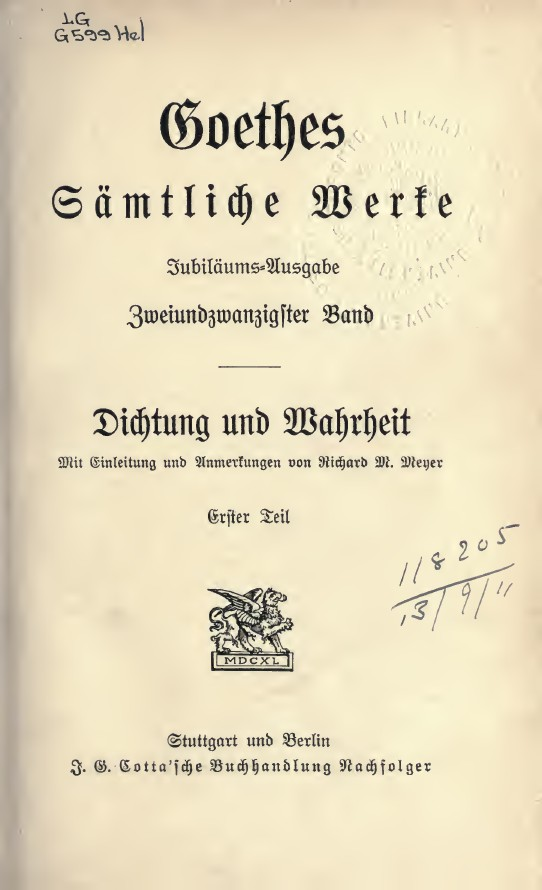
Dichtung und Wahrheit, edició 1903-1904